# Corydalis iochanensis
Corydalis iochanensis är en vallmoväxtart som beskrevs av Leveille. Corydalis iochanensis ingår i släktet nunneörter, och familjen vallmoväxter. Inga underarter finns listade i Catalogue of Life.